# Comico
comico(코미코)는 대한민국의 NHN의 자회사, NHN comico가 개발·운영하는 스마트 디바이스용 무료 만화·소설 애플리케이션이다.

## 개요
현재 애플리케이션판(iOS 및 Android)이 동작하는 스마트폰 및 일부 태블릿 PC에 대응) 외에 컴퓨터 전용 Web 페이지판이 제공되고 있다. 애플리케이션판은 1000만 다운로드를 돌파했다. 세로 스크롤로 읽어 나갈 수 있으며, 컷 나누기가 없는 풀 컬러 표현이 기본으로 되고 있으며, 가입이나 로그인 없이 무료고 감상할 수 있는 것, 공식 작품은 매일 갱신되어 comico를 위해 집필하고 있는 오리지널 작품인 것 같은 특징이 있다. 새로운 화가 업로드될 때마다 집필자의 코멘트도 게시되어 독자의 코멘트와 같이 소셜 네트워크 같은 커뮤니케이션을 만들어내고 있다. 2015년 4월 하순에 실시된 대형 업데이트에서 LINE 토크 화면풍의 라이트 노벨인 〈comico 노벨〉이 시동되었다. 같은 해 9월 29일에 굿디자인상을 수상했다. 같은 해 10월부터 후타바샤의 코믹 레벨인 『액션 코믹스 comicoBOOKS』 시리즈로 옆으로 읽는 사양의 comico로 간행 개시했다. 같은 해 가을에 일반 전용 comico와 성인 전용 comico PLUS로 리뉴얼되었다.

## 수익
일본적인 웹서비스에서 사용되는 이익원인 인터넷 광고는 사용되지 않는 대신에, 공식 작품의 지적재산권을 이용해서 굿즈 판매, 애니메이션화, 단행본 판매나 LINE 스탬프 판매의 미디어 믹스 등으로 이익을 얻는다. 같은 회사가 경영하고 있는 한게임 등과의 제휴나 콜라보레이션을 시행하는 것으로도 수익을 얻고 있다. 또, 미국의 Comico Comics사와는 자본관계나 제휴는 없이 무관계이다. 또 한때 NHN PlayArt와 같은 회사였던 LINE이 서비스 제공하고 있는 LINE 만화와도 제휴는 없다.

## 작품의 종류
- 챌린지 작품

- 베스트 챌린지 작품

- 공식작품 (만화 201작, 소설 53작)[7][8][9][10]

## 해외판
comico는 일본에서 서비스를 개시했으나, 후에 대만(중국판), 대한민국(한국판), 태국(태국판)도 서비스되고 있다.